# ウォーカー循環

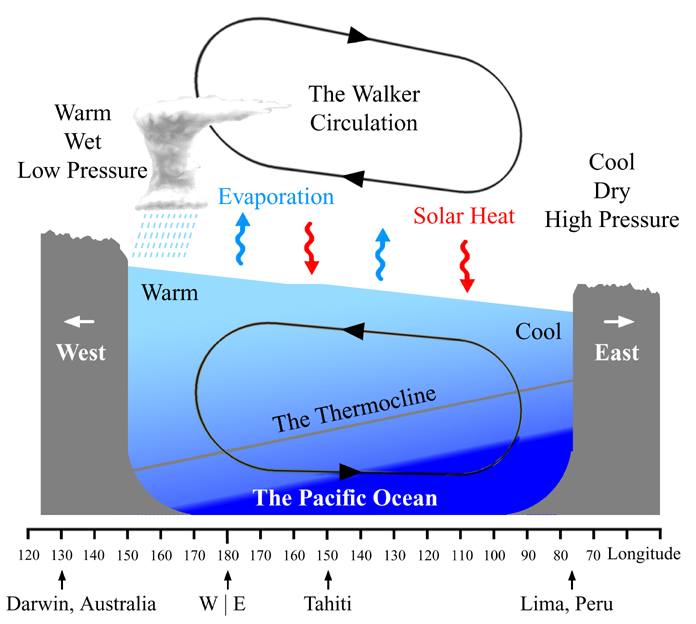
ウォーカー循環の概略図

ウォーカー循環（ウォーカーじゅんかん、英語: Walker circulation）とは、太平洋赤道域の大気の東西循環のことである。熱帯太平洋西岸（インドネシア付近）で上昇気流を、熱帯太平洋東岸（ペルー沖）で下降気流を生じさせる。この名称の由来は、南方振動の発見者のギルバート・ウォーカーである。

## 原理

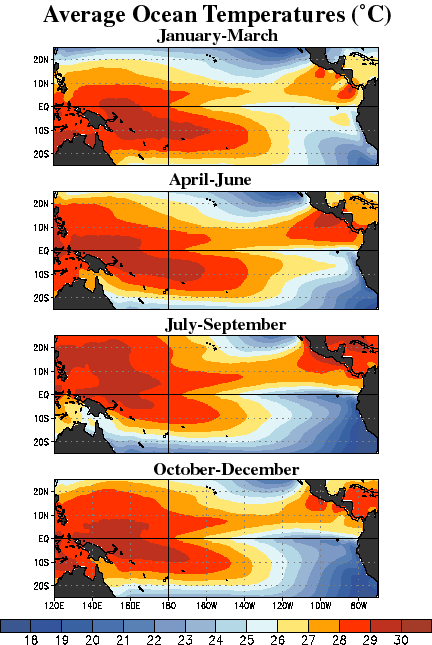
太平洋の海水面温度。西太平洋のほうが海水温が高い。

ウォーカー循環は海水温の地域差によって発生する。赤道付近では貿易風が吹いていて、貿易風が海水に加える応力により赤道海流が発生する（これは風成循環の一種である）。しかし陸地の存在により海流の進路が妨げられるため、太平洋の西側で温かい海水が集積し、熱帯暖水プールが形成される。一方、太平洋の東側では赤道海流による海水の流出の補填として、冷たい深層水が湧昇する。これにより赤道太平洋では東西で温度差が生じる。
この温度差によって、西太平洋では積雲対流が活発化し、上昇気流が強化される。また気温上昇に伴い低気圧が形成され、大気下層では東風が発生する。ここで大気上層では西風が吹き、ペルー沖では下降気流が発生する。これにより東西循環ができ、ウォーカー循環が形成される。

## エルニーニョ・南方振動との関係
エルニーニョ現象のときは、対流が活発な地域が太平洋中部に移動する。太平洋の中部・東部における温度躍層の深度が深くなるほか、太平洋上での高水温域も東側に移動する。西太平洋では大気の下降が発生するほか、西風が発生し、ウォーカー循環は弱まる。
ラニーニャ現象のときは、西大西洋や海洋大陸にて対流活動の活発化が進行し、ウォーカー循環が強まる。